# Castello Reale di Varsavia
Il castello reale di Varsavia (in polacco: Zamek Królewski w Warszawie) è il palazzo reale e residenza ufficiale dei monarchi polacchi. L'ufficio personale del re, come gli uffici amministrativi della corte reale della Polonia si trovarono nel palazzo fino alle spartizioni della Polonia. Tra il 1926 e la seconda guerra mondiale il castello fu sede del presidente della Polonia. Si trova nella piazza del Castello (Plac Zamkowy), all'ingresso della città vecchia.

## Storia

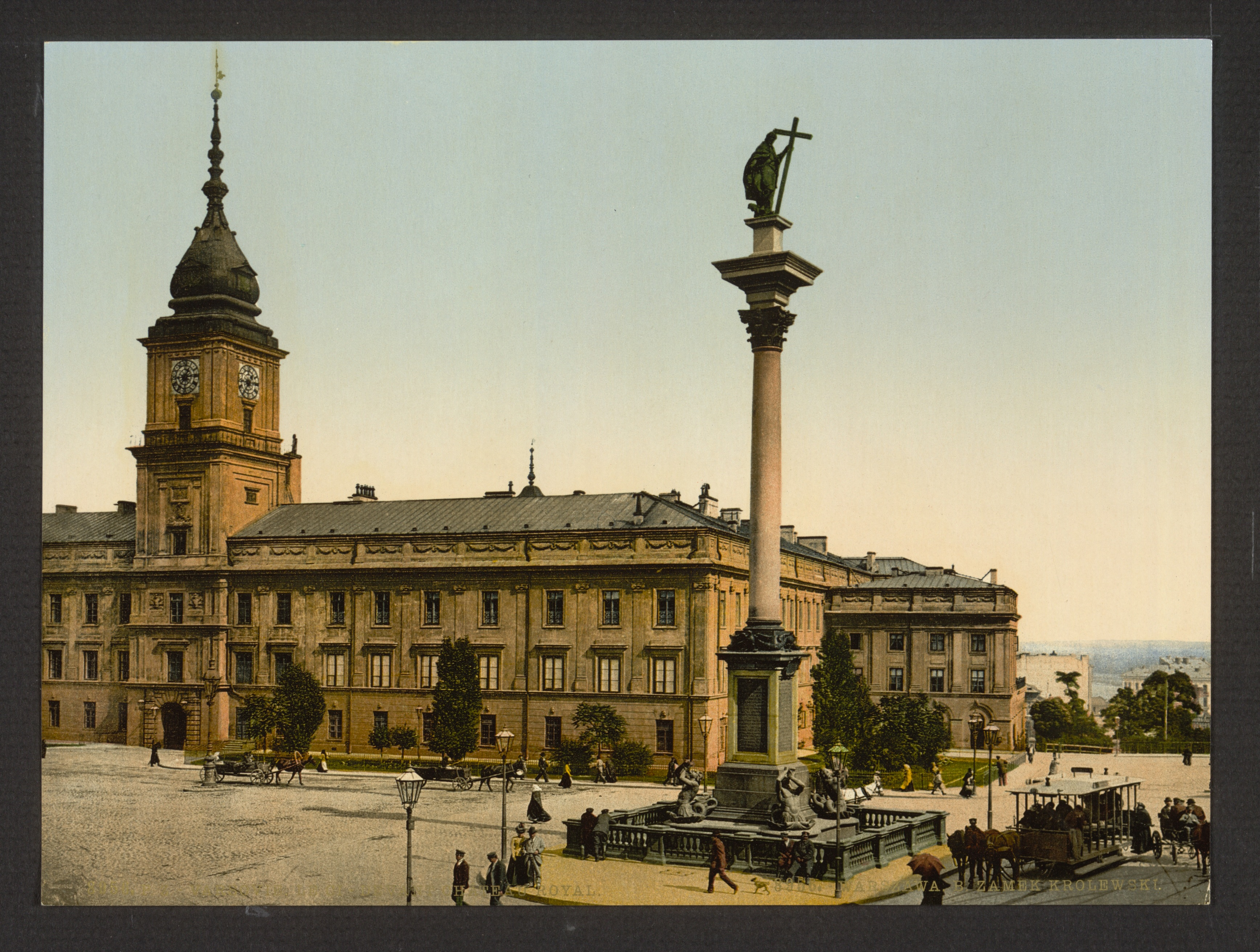
Il Castello reale di Varsavia tra il 1890 e il 1900

Nella sua struttura originaria il castello risale al XIV secolo, edificato dai duchi di Masovia e la città di Varsavia crebbe intorno ad esso.
Nel 1596 il re Sigismondo III Wasa lo scelse come residenza quando la città di Varsavia venne scelta come capitale del regno. Il castello venne ristrutturato tra il 1598 e il 1619, ad opera di architetti. La nuova struttura ebbe forma poligonale. L'ala orientale ("ala sassone"), verso la Vistola venne ristrutturata sotto il regno di Augusto III tra il 1740 e il 1752.
Negli anni 1774-1777 il Palazzo Reale fu oggetto di parziali demolizioni e ricostruzioni; furono inoltre costruite la Sala delle Udienze, la Sala del Prospetto (così chiamata per le vedute di Bernardo Bellotto che qui si trovano) e la Cappella. Progettisti di queste opere furono Domenico Merlini, Marcello Bacciarelli, Jan Bogumił Plersch e Jan Chrystian Kamsetzer, un giovane architetto di Dresda che allora stava iniziando la sua carriera artistica.
Parzialmente distrutto dalle bombe tedesche durante l'invasione della Polonia del settembre 1939, fu pesantemente danneggiato dai bombardamenti tedeschi durante la rivolta di Varsavia. Le rovine vennero fatte esplodere da ingegneri tedeschi nel settembre 1944 e non furono rimosse fino al 1971.
La ricostruzione, interamente finanziata da donazioni private, iniziò all'inizio degli anni settanta e nel luglio 1974 tornò in servizio l'orologio della torre, all'ora esatta a cui si era fermato al momento del bombardamento della Luftwaffe. In seguito la ricostruzione venne completata nel 1988. Durante l'assedio di Varsavia del 1939 molte delle opere d'arte del castello furono trasferite o nascoste alle autorità naziste, per essere poi riesposte dopo la guerra.

## Descrizione
Il castello si articola intorno ad una grande corte interna, un pentagono con tre lati ad angolo retto, due dei quali danno sulla piazza del Castello. Su uno di essi si apre l'ingresso principale, sormontato dalla torre di Sigismondo, munita di orologio a partire dal 1622, mentre l'altro si collega al primo tratto del settore orientale, verso la Vistola, in questo punto originaria dell'epoca dei duchi di Masovia: in corrispondenza dell'angolo sporge verso l'esterno la torre Grodzka, risalente al XIV secolo, mentre la facciata sul cortile interno conserva tracce delle originarie strutture gotiche.
Sulla facciata interna la torre di Ladislao, costruita nel 1571 e rimaneggiata nel 1637-1643, separa la parte più antica dall'"Ala sassone", dove si trova la galleria Kubicki, terrazza panoramica porticata affacciata sul fiume. Oltre l'originario pentagono, l'Ala sassone prosegue con l'ala Bacciarelli, del XVIII secolo e in origine destinata a sede della scuola d'arte di Maurizio Bacciarelli, e oggi adibita ad uffici

### Interno
Tutti gli ambienti interni vennero ricostruiti con le loro decorazioni originarie e ospitano le opere d'arte e gli arredi nascosti alle autorità naziste e salvati dalla distruzione.
Tra le sale sono visitabili alcuni ambienti dei sotterranei, che ospitano reperti archeologici, la sede della "camera bassa" del sejm del XVII secolo, al piano terra, l'"appartamento del Re" e il "grande appartamento" al primo piano e alcune gallerie di oggetti artistici e arredi al secondo piano.
- Stanze jagelloniche

Queste stanze, che appartenevano alla residenza del re Augusto III, ospitano oggi i ritratti della famiglia Jagellone, dinastia originatasi in Lituania e che regnò in alcuni stati dell'Europa centrale dal XIV al XVI secolo.
- Gli edifici del Parlamento

Dal XVI secolo iniziò la democrazia in Polonia. Nel 1573 furono scritti proprio nel palazzo reale gli emendamenti alla costituzione della Confederazione polacco-lituana, e fu concessa una grande tolleranza religiosa. Qui fu anche stabilito il liberum veto e nel 1791 la Costituzione Polacca di Maggio, la prima costituzione nazionale moderna dell'Europa. Le decorazioni delle stanze sono copia degli originali di Giovanni Battista di Quadro.
- Gli Appartamenti reali

In questi appartamenti visse il re Stanislao II. Consistono nella stanza Canaletto con diversi panorami di Varsavia, anche se non sono stati dipinti da Canaletto, ma dal nipote Bernardo Bellotto. Domenico Merlini progettò la vicina cappella reale nel 1776, dove ancora oggi viene conservato il cuore di Tadeusz Kościuszko. La stanza delle udienze è stata anche progettata da Merlini, con quattro dipinti di Marcello Bacciarelli.

## Galleria d'immagini

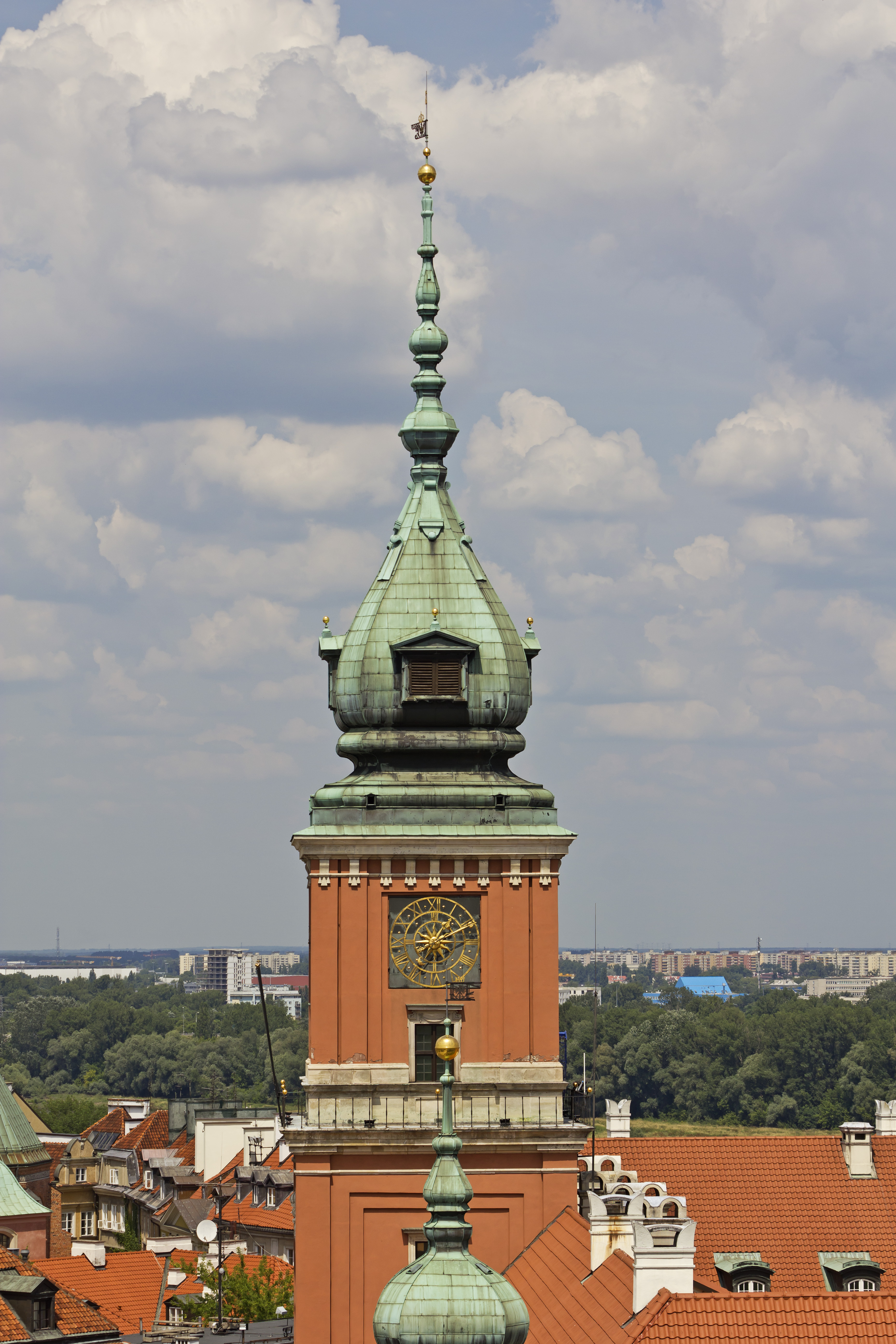
La "Torre di Ladislao"
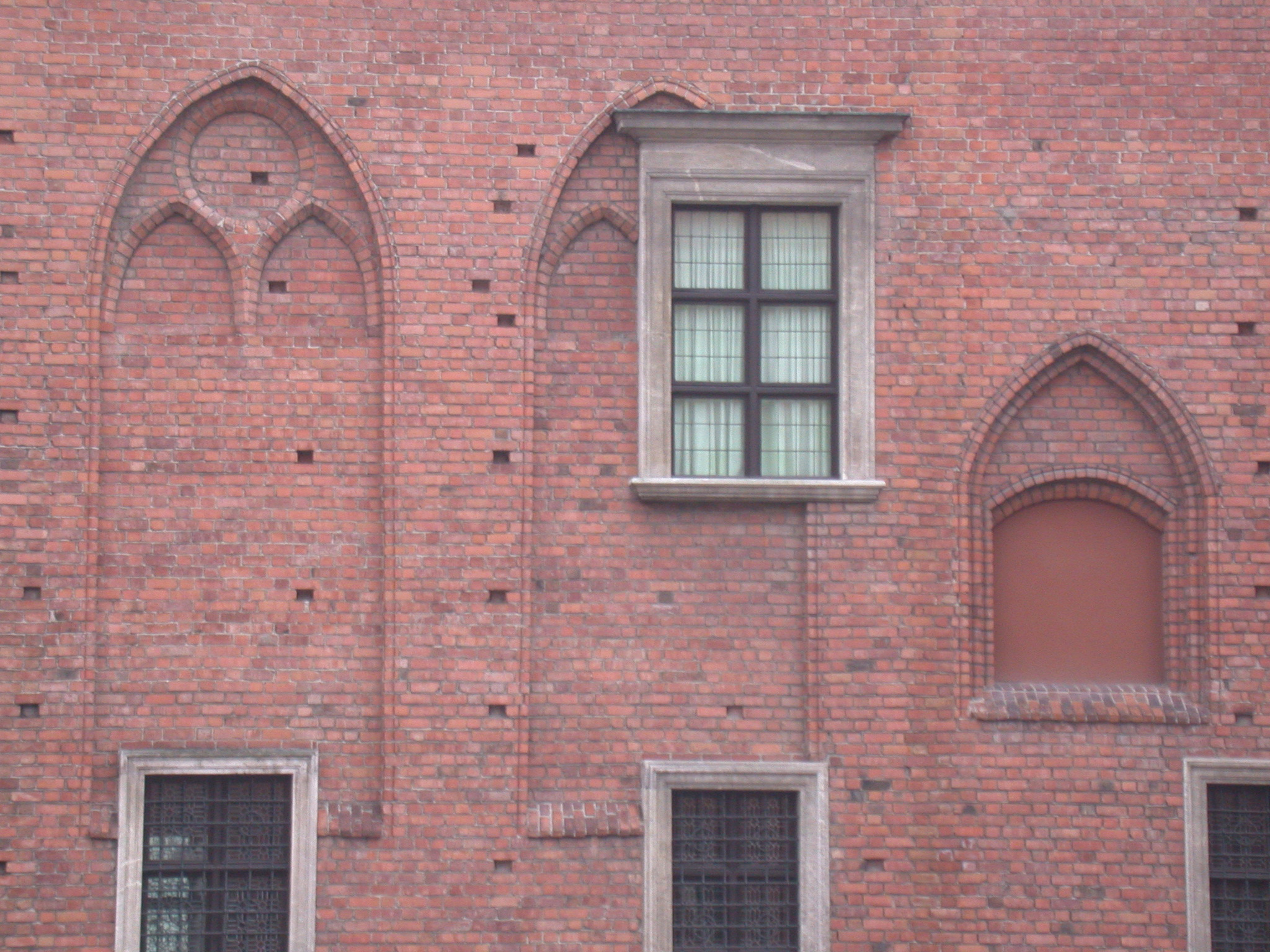
Cortile interno, resti delle strutture gotiche dell'ala più antica del castello.
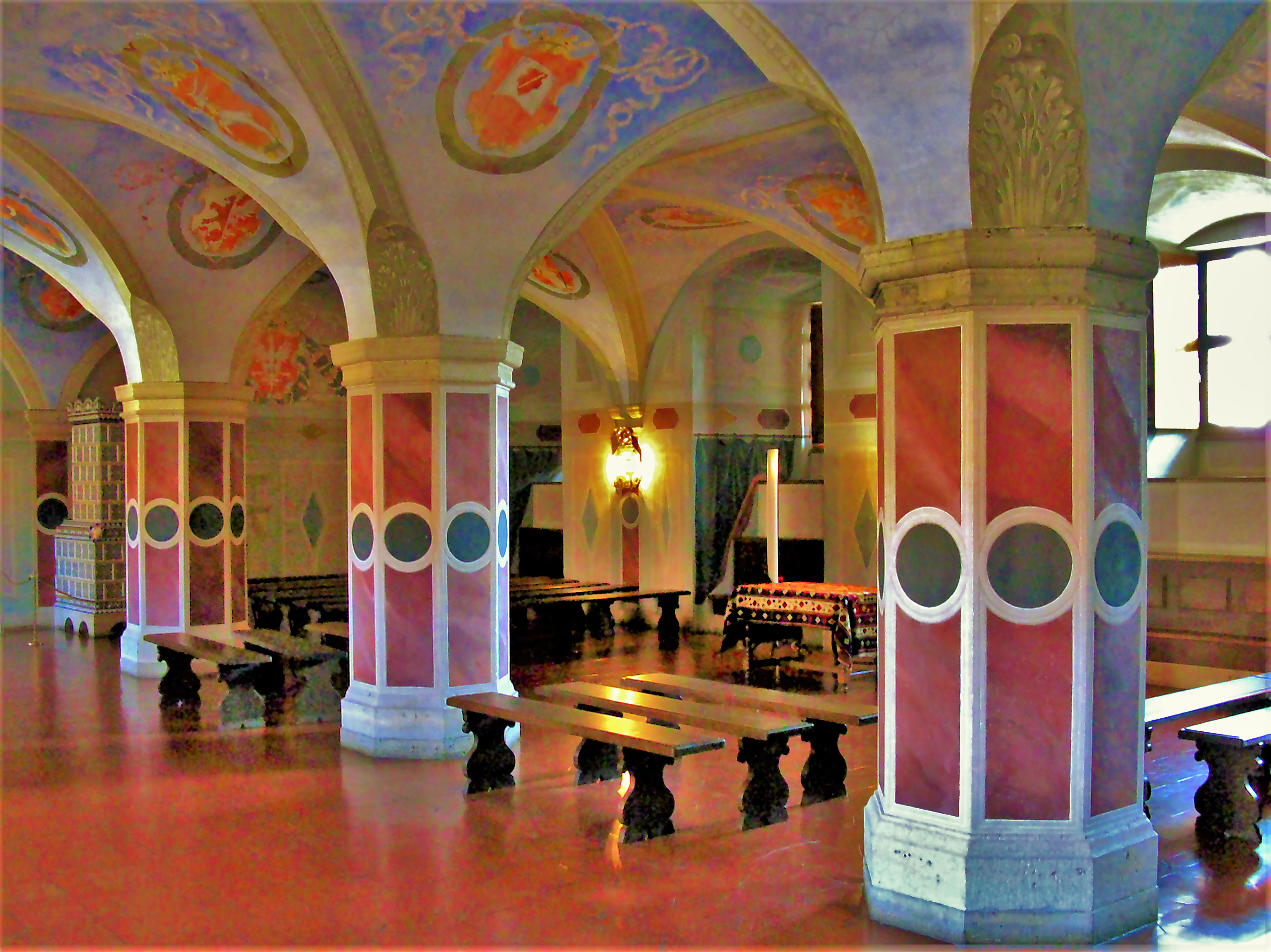
Una delle stanze della corte
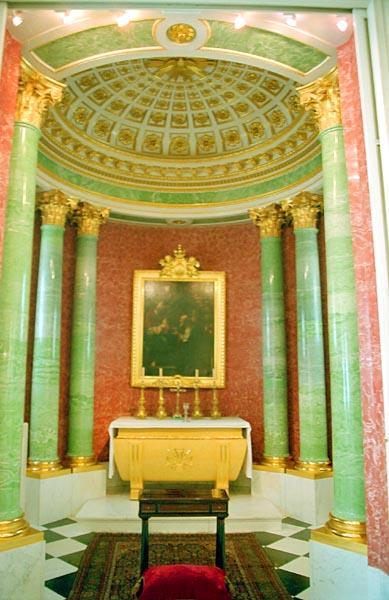
La cappella reale
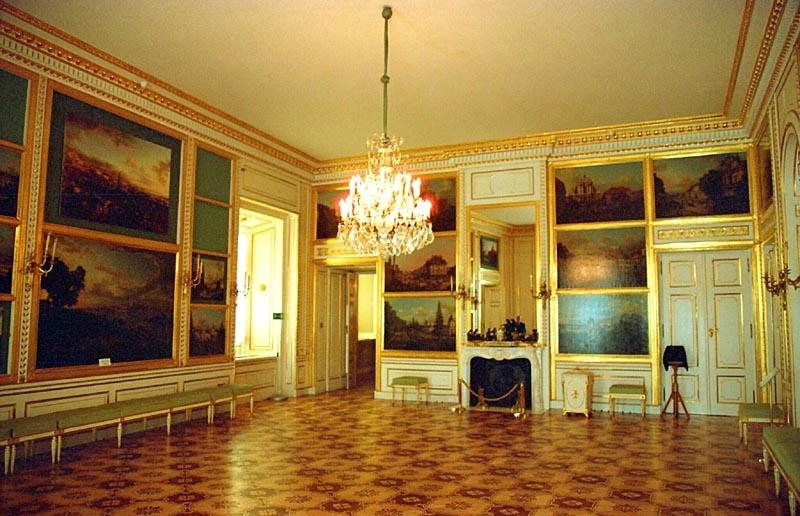
La stanza Canaletto
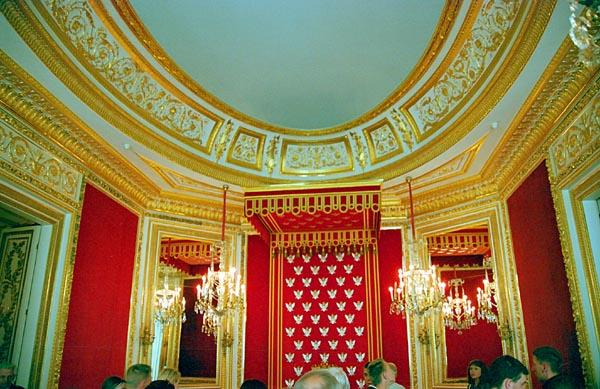
La sala del Trono
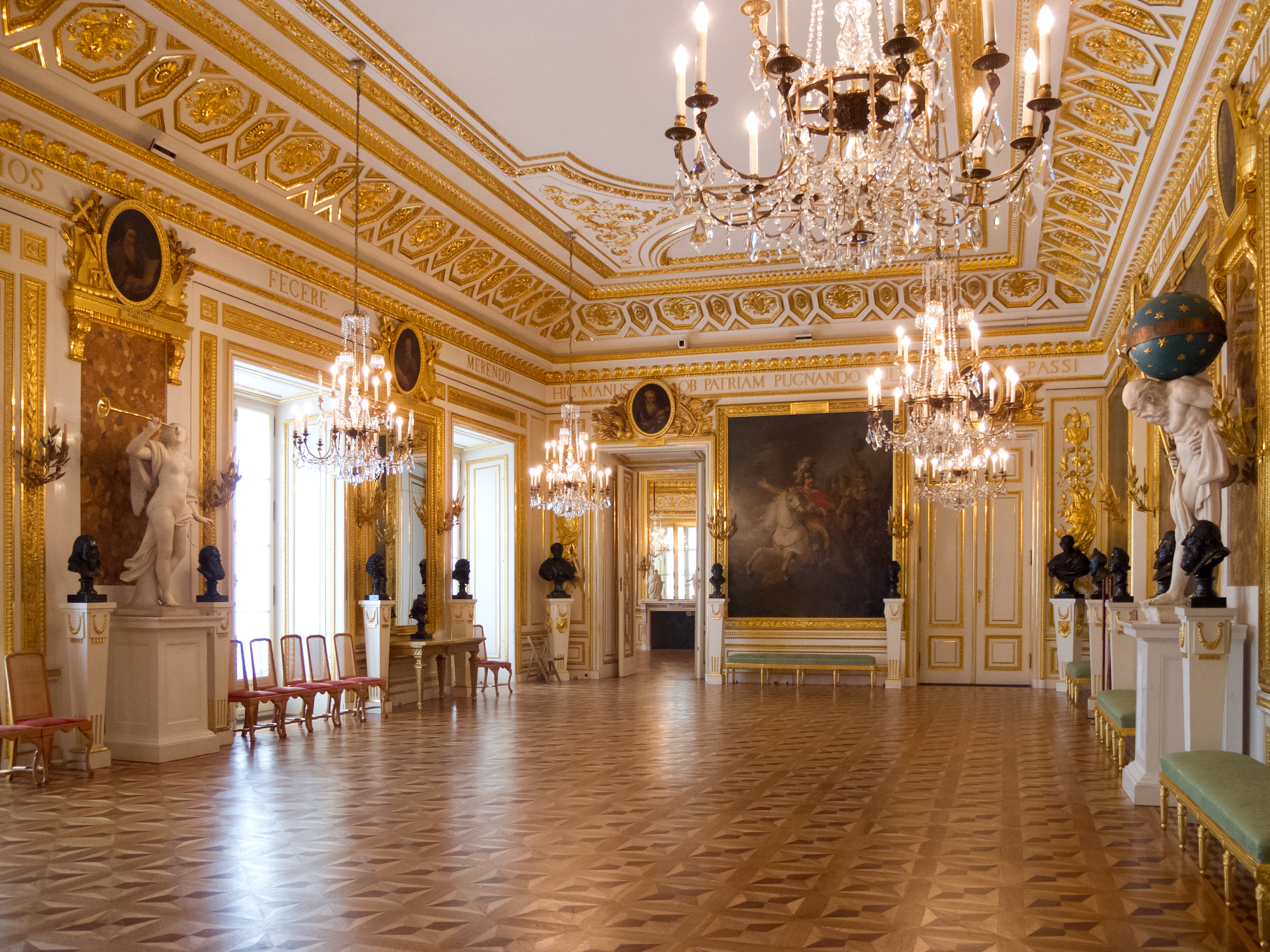
La sala Nazionale
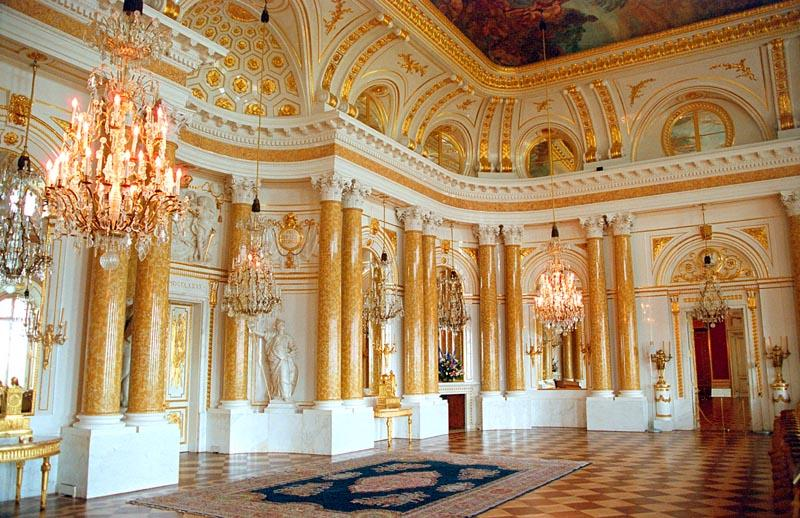
La sala delle Grandi assemblee
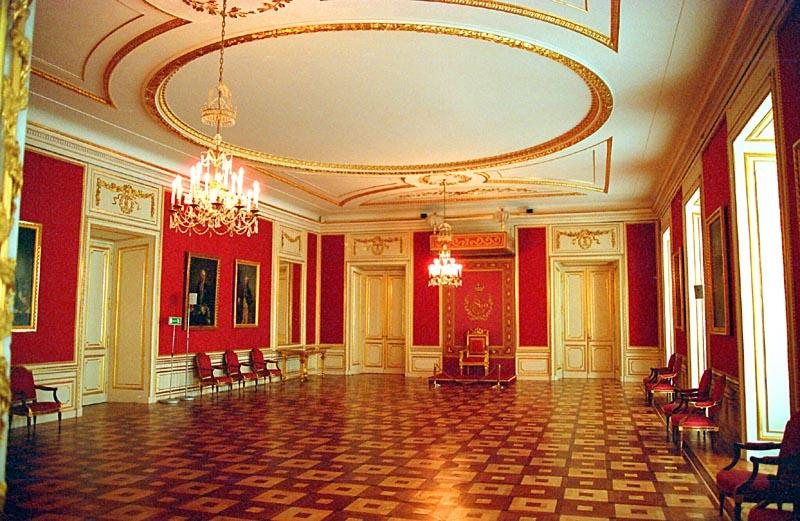
La Camera di Consiglio
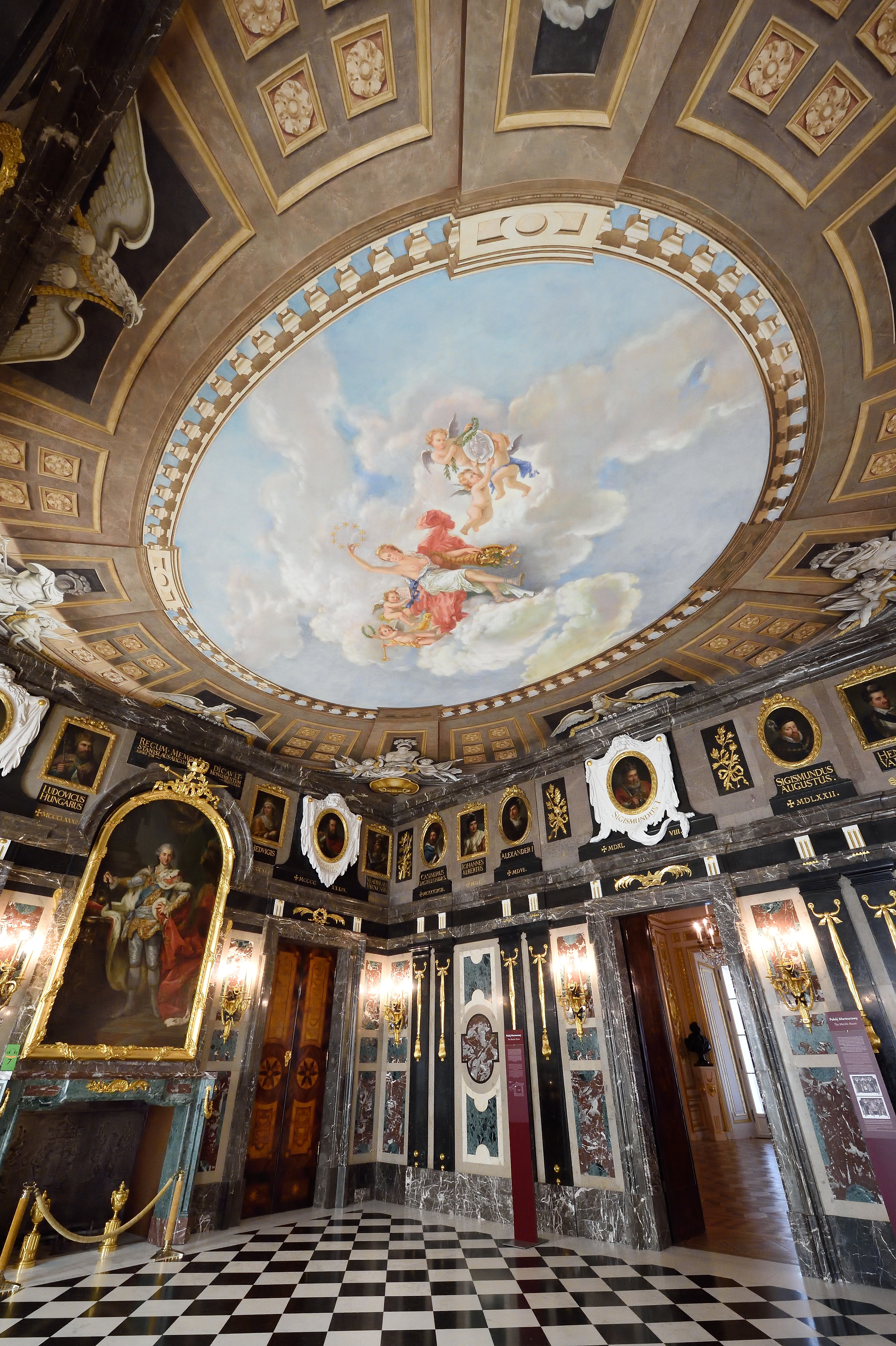
La stanza di marmo